# 上海国际短视频中心
上海国际短视频中心位于上海市嘉定区安亭镇曹安公路4218号，面积达250亩，配备有多个影棚及拍摄区域。该地原本是姚记扑克的扑克牌厂房，于2020年改造后成为集短视频拍摄、短视频后期、直播电商于一体的在线新经济产业园。2020年5月，上海国际短视频中心被评定为嘉定区特色产业园区。2021年4月16日，投资方姚记科技方面对外表示，上海国际短视频中心计划搭建总计200余个室内场景及20余个户外场景，推动内容制造、视频技术、直播场景等“一站式”直播基础设施建设，吸引直播电商平台、MCN机构、直播经纪公司、电商服务机构入驻，并开展培训和行业论坛，以提升行业影响力。2025年2月，短视频中心新增古装基地，占地约4600平方米。